# 組織結構圖

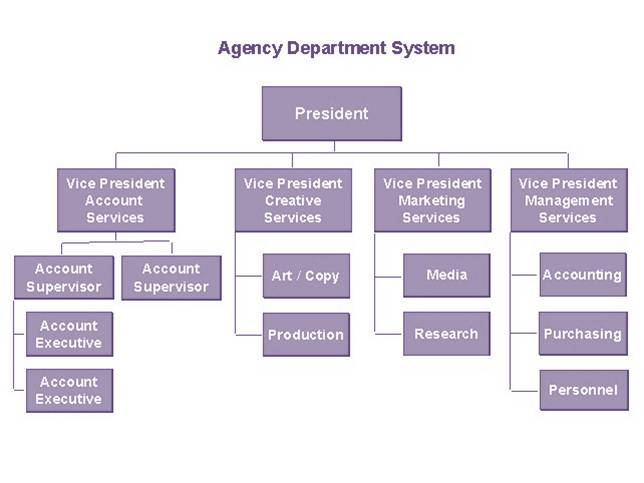
組織結構圖

组织结构图是一种图表，它可以显示一个公司或组织的一个職員或成員与另一个或其他職員或成員的关系、一个部门与另一个或其他部门的关系，或者一个组织的一个职能部门与另一个或其他部门的关系。这种图表将一个完整的组织结构形象化地呈現在人們面前。